# Amazona de Guadalupe
L'amazona de Guadalupe (Amazona violacea) era un ocell, actualment extint, de la família dels psitàcids que habitava l'illa de Guadalupe, a les Antilles